# Harmothoe spica
Harmothoe spica är en ringmaskart. Harmothoe spica ingår i släktet Harmothoe och familjen Polynoidae. Utöver nominatformen finns också underarten H. s. spicoides.